# Arnaud Briand
Arnaud Briand, född 29 april 1970 i Sydney, Nova Scotia, är en kanadensisk-fransk före detta professionell ishockeyspelare (center). Han representerade Frankrike vid de Olympiska spelen 1992, 1994, 1998 och 2002.
Arnaud gjorde det första målet för Luleå HF i elitseriesäsongen 2001/2002, i omgång 3 hemma mot Västra Frölunda HC den 23 september 2001. Luleå hade alltså inte lyckades göra något mål under de 2 första matcherna i säsongen.